# Playa del Matadero
La playa del Matadero (en gallego: O Matadoiro), cuyo nombre histórico es playa de la Berbiriana, es una pequeña playa urbana de la ciudad de La Coruña (Galicia, España), situada al norte de la playa del Orzán. Al igual que esta última, cuenta con la distinción de bandera azul.
Tiene aseos, duchas, aparcamiento, servicio de vigilancia, socorrismo y primeros auxilios. No está permitido el acceso con animales. 
Es habitual en la playa la práctica de surf, bodyboard y longboard gracias a sus condiciones meteorológicas, marea baja y vientos del suroeste o nordeste. Anualmente se celebra un campeonato de longboard, el Matadero Longboard Festival, de participación nacional e internacional.

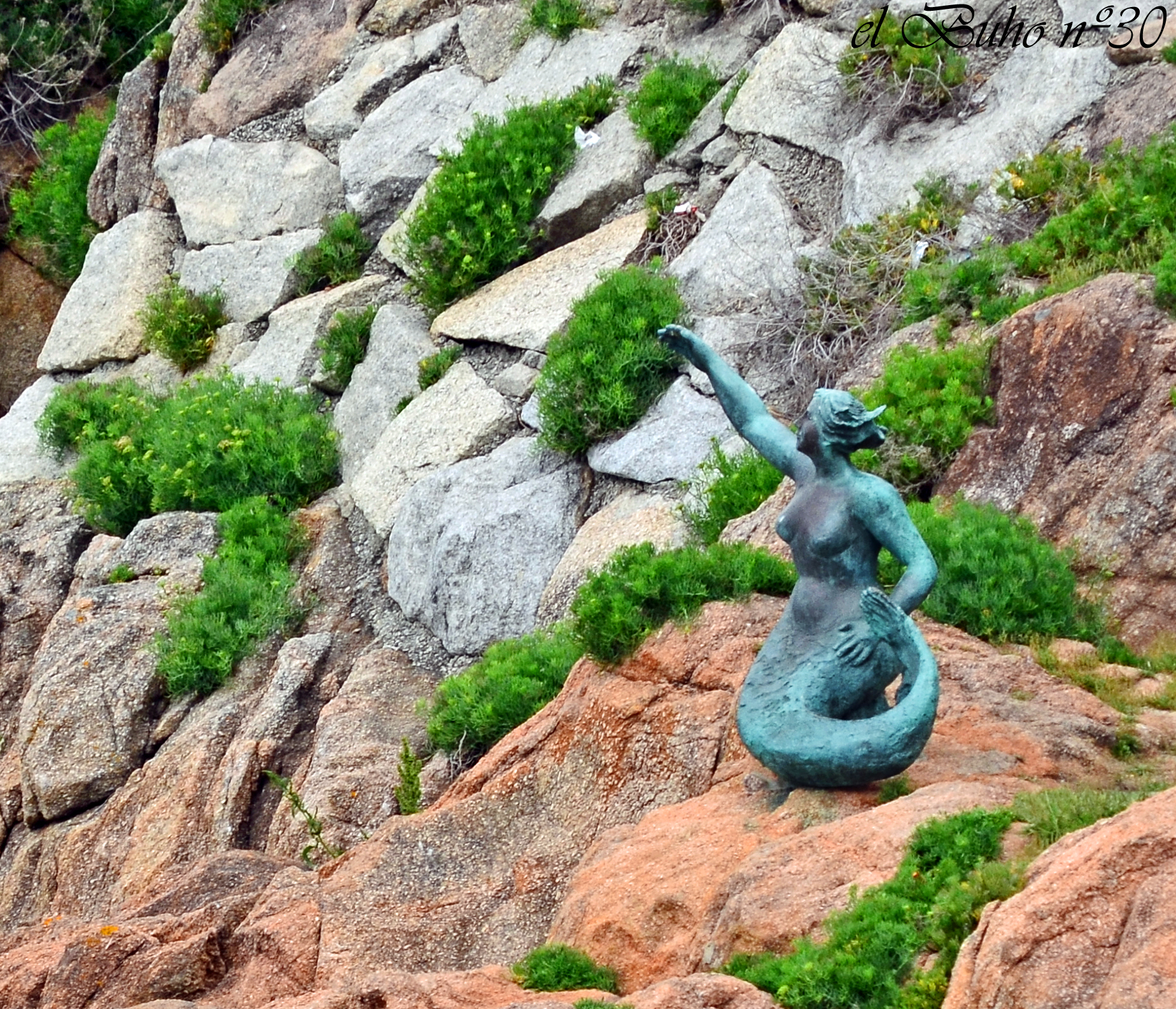
Sirena en la playa del Matadero.